# إيف برودور
إيف برودور هو دبلوماسي كندي، ولد في 1953.